# Abel Caballero
Abel Ramón Caballero Álvarez (Puenteareas, Pontevedra, 2 de septiembre de 1946) es un político, economista y escritor español. Es alcalde de la ciudad de Vigo desde junio de 2007 por el Partido de los Socialistas de Galicia-PSOE (PSdeG-PSOE). Fue presidente de la Federación Española de Municipios y Provincias (FEMP) entre 2015 y 2023 y en diciembre de 2016 fue elegido como primer presidente del área metropolitana de Vigo.

## Biografía
Abel Caballero es doctor en Ciencias Económicas por las Universidades de Santiago de Compostela y Cambridge, máster en Economía por la Universidad de Essex, desarrolló su labor como docente en diversas universidades españolas y europeas. En la actualidad, ejerce como alcalde de la ciudad de Vigo, y es catedrático de Teoría Económica en excedencia en la Facultad de Ciencias Económicas y Empresariales de la Universidad de Vigo. Posee asimismo el título de oficial de la Marina Mercante. Además, es el presidente de la Federación Española de Municipios y Provincias, así como miembro tanto de la Ejecutiva Federal del PSOE, como del Comité Federal y el Consejo Territorial del mismo.
Durante su juventud, militó en el Partido Comunista de España, pasando a formar posteriormente —en 1980— parte del Partido Socialista Obrero Español. Ministro de Transportes, Turismo y Comunicaciones entre 1985 y 1988, durante el Gobierno de Felipe González, fue diputado del Grupo Parlamentario Socialista en el Congreso de los Diputados durante la II legislatura, por la provincia de La Coruña, y durante la III, IV, V y VI legislaturas, por la provincia de Pontevedra, hasta 1997. Ese año, abandonó su escaño en el Congreso para presentarse como candidato del PSdeG-PSOE a la Presidencia de la Junta de Galicia en las elecciones de la V legislatura autonómica. Tras la victoria de Manuel Fraga, después de obtener los peores resultados en toda la historia como candidato del PSOE, Caballero decidió alejarse de la escena política, aunque fue durante cuatro años parlamentario autonómico en la oposición en el Parlamento de Galicia hasta la constitución de la VI legislatura tras las elecciones autonómicas de 2001.

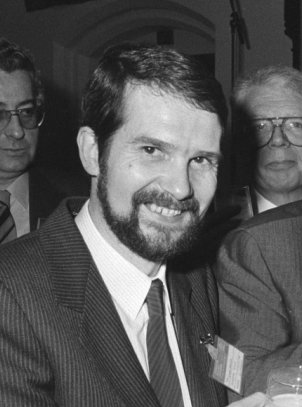
Abel Caballero en enero de 1986

Tras ejercer como docente durante cinco años en la Universidad de Vigo, Abel Caballero retomó su actividad política el 22 de septiembre de 2005 con su nombramiento como presidente de la Autoridad Portuaria de Vigo.

### Alcalde de Vigo (2007-act.)

#### Primer mandato (2007-2011)
En el año 2007, fue proclamado candidato del PSdeG-PSOE a la alcaldía de Vigo. Tras las elecciones municipales de mayo de 2007, la corporación local quedó constituida por 13 concejales del PP (44,12 % de los votos), 9 del PSdeG-PSOE (29,43 % de los votos) y 5 del BNG (18,58 % de los votos), consiguiendo de esta forma el Partido Popular la mayoría en el pleno. Sin embargo, el pacto de investidura y cogobierno alcanzado entre los socialistas y los nacionalistas invistió a Abel Caballero como nuevo alcalde de la ciudad en sustitución de la popular Corina Porro.

#### Segundo mandato (2011-2015)
Tras las elecciones municipales de 2011, que otorgaron 13 concejales al PP (42,39 % de los votos), 11 al PSdeG-PSOE (34,43 % de los votos) y 3 al BNG (11,26 % de los votos), Caballero salió nuevamente reelegido alcalde de la ciudad, consiguiendo el mejor resultado para el PSdeG-PSOE en veinte años, siendo este el único partido que incrementó el número de votos y concejales. Sin embargo, en esta ocasión el BNG, que le apoyó con los votos de sus ediles en el pleno de investidura, rechazó volver a formar el bipartito, pasando de esta forma, junto con el PP, a la oposición.

#### Tercer mandato (2015-2019)
En las elecciones municipales de 2015, Abel Caballero renovó su mandato como alcalde de Vigo, pero esta vez con mayoría absoluta, y por primera vez como vencedor de las elecciones, convirtiéndose en el alcalde más respaldado en la historia democrática de la ciudad y también en el único alcalde de una gran ciudad española en conseguir mayoría absoluta en las elecciones municipales de ese año, consiguiendo 17 concejales, frente a los 7 concejales del Partido Popular y los 3 concejales de la Marea de Vigo.

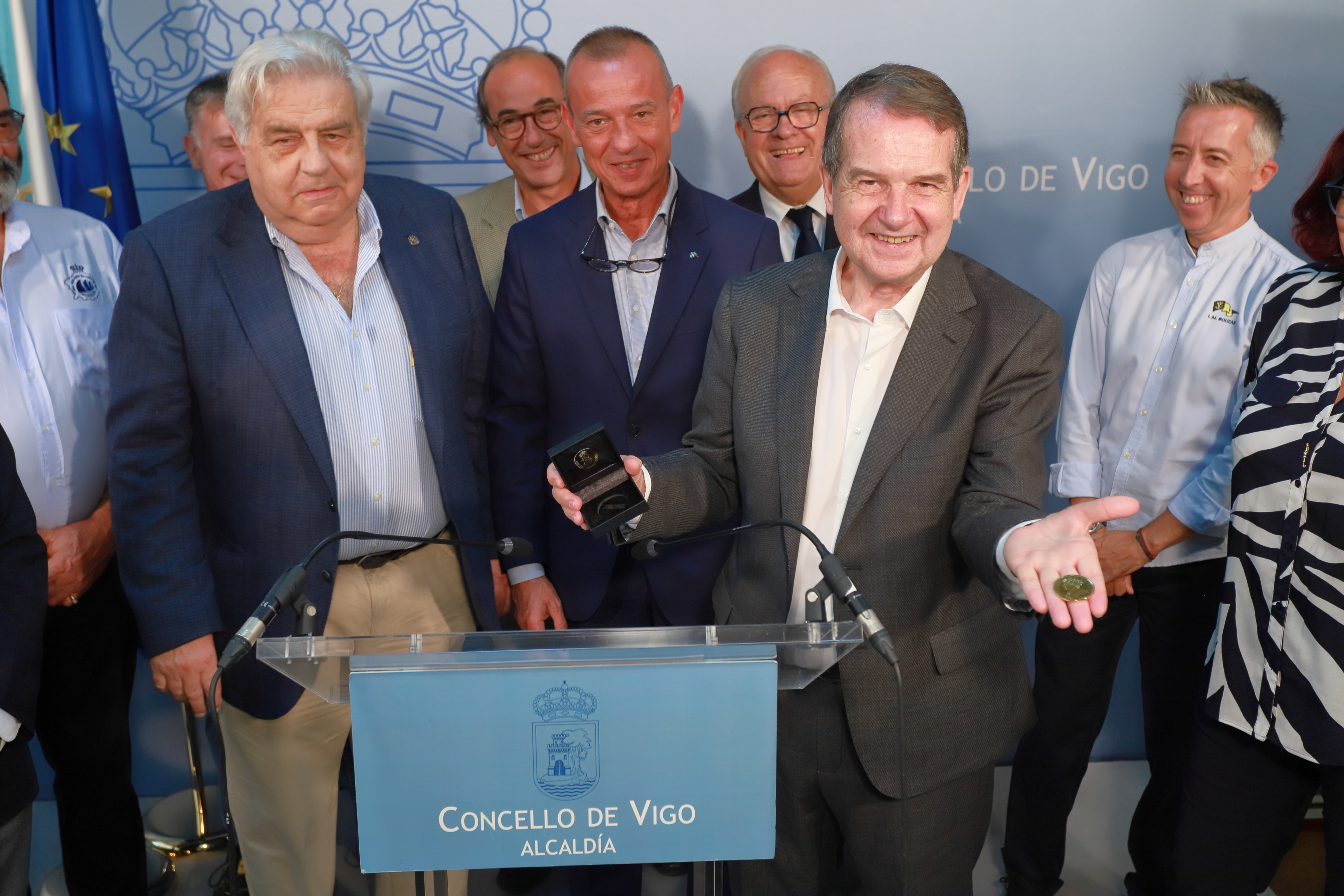
Abel Caballero, en la Alcaldía del Concello de Vigo recibiendo en su 76 cumpleaños una moneda conmemorativa en referencia a las batallas de Vigo ganadas a Reino Unido de la Casa de Moneda y Timbre

El 19 de septiembre de 2015 fue elegido presidente de la Federación Española de Municipios y Provincias en sustitución de Íñigo de la Serna, alcalde de Santander del Partido Popular. Además en diciembre del año 2016 se produjo su nombramiento como primer presidente del Área metropolitana de Vigo.
Desde 2018 la ciudad se ha convertido en referente en iluminación y decoración navideña gracias, sobre todo, a las apariciones de Abel Caballero en medios de comunicación. El inicio de la instalación, en pleno verano, el encendido multitudinario y el apagado tardío se han convertido en reclamos turísticos que atraen cada año a cientos de miles de visitantes, también se ha incrementado la polucion generada por los coches que acuden a ver las luces y las quejas de los vecinos por 2 meses de contaminación sonora y lumínica.

#### Cuarto mandato (2019-2023)
El 26 de mayo de 2019 en las elecciones municipales de 2019, Abel Caballero renovó su mandato, mejorando los resultados anteriores, obteniendo un 67,63 % de los votos, caso único entre las grandes ciudades de España, consiguiendo 20 concejales frente a 4 del PP, 2 de Marea de Vigo y 1 del BNG. Se convierte en el candidato a la alcaldía más votado en todas las ciudades españolas con más de 200.000 habitantes en todas las elecciones municipales desde 1977.

#### Quinto mandato (2023-act.)
En las elecciones municipales del 28 de mayo de 2023 el PSOE, encabezado de nuevo por Abel Caballero, consigue 19 de 27 concejales del Ayuntamiento de Vigo, el 61% de los votos.

## Distinciones
- Gran Cruz de la Orden de Carlos III (1989)
- Hijo Adoptivo de La Coruña (1989)

## Obra literaria
El periodista vigués Jorge C. Alonso escribió en 2012 la novela humorística e irónica “El disparatado secuestro de Abel Caballero por parte de los rotondianos”, (Ediciones Cardeñoso - ISBN  9788481908152), con prólogo de Fernando Ónega, reeditada en 2023 por Ediciones Agoeiro. Es la primera y única novela basada en el político vigués.
Además de obras científicas, Abel Caballero ha escrito cuatro novelas:
- Caballero Álvarez, Abel Ramón (2002). La elipse templaria. Ediciones Martínez Roca. ISBN 84-270-2749-4.[35]
- Caballero Álvarez, Abel Ramón (2003). El hombre que tenía miedo al mar. Ediciones Martínez Roca. ISBN 84-270-2845-8.[36]
- Caballero Álvarez, Abel Ramón (2004). El invierno de las almas desterradas. Belacqva de Ediciones y Publicaciones. ISBN 84-96326-06-3.[37]
- Caballero Álvarez, Abel Ramón (2006). La puerta amarilla. Styria de Ediciones y Publicaciones. ISBN 84-934731-3-8.[38]